# Storbritanniens Grand Prix 2010
Storbritanniens Grand Prix 2010, officiellt 2010 Formula 1 Santander British Grand Prix, var en Formel 1-tävling som hölls den 11 juli 2010 på Silverstone Circuit i Silverstone, Storbritannien. Det var den tionde tävlingen av Formel 1-säsongen 2010 och kördes över 52 varv. Vinnare av loppet blev Mark Webber för Red Bull, tvåa blev Lewis Hamilton för McLaren och trea blev Nico Rosberg för Mercedes.

## Kvalet

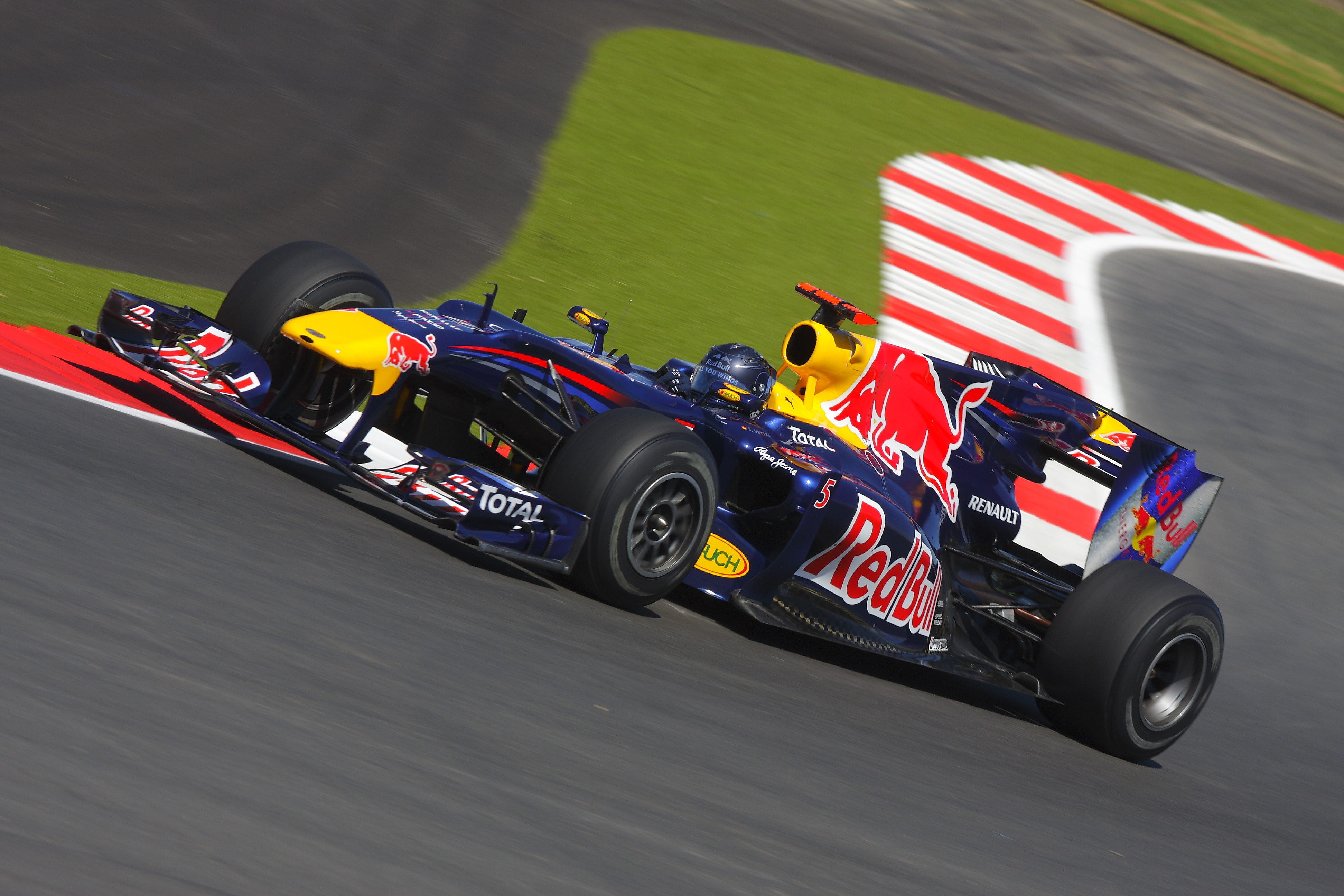
Sebastian Vettel tog hand om pole position.

| KR. | Nr | Förare             | Konstruktör          | Q1       | Q2       | Q3       | Grid |
| --- | -- | ------------------ | -------------------- | -------- | -------- | -------- | ---- |
| 1   | 5  | Sebastian Vettel   | Red Bull-Renault     | 1.30,841 | 1.30,480 | 1.29,615 | 1    |
| 2   | 6  | Mark Webber        | Red Bull-Renault     | 1.30,858 | 1.30,114 | 1.29,758 | 2    |
| 3   | 8  | Fernando Alonso    | Ferrari              | 1.30,997 | 1.30,700 | 1.30,426 | 3    |
| 4   | 2  | Lewis Hamilton     | McLaren-Mercedes     | 1.31,297 | 1.31,118 | 1.30,556 | 4    |
| 5   | 4  | Nico Rosberg       | Mercedes             | 1.31,626 | 1.31,085 | 1.30,625 | 5    |
| 6   | 11 | Robert Kubica      | Renault              | 1.31,680 | 1.31,344 | 1.31,040 | 6    |
| 7   | 7  | Felipe Massa       | Ferrari              | 1.31,313 | 1.31,010 | 1.31,172 | 7    |
| 8   | 9  | Rubens Barrichello | Williams-Cosworth    | 1.31,424 | 1.31,126 | 1.31,175 | 8    |
| 9   | 22 | Pedro de la Rosa   | BMW Sauber-Ferrari   | 1.31,533 | 1.31,327 | 1.31,274 | 9    |
| 10  | 3  | Michael Schumacher | Mercedes             | 1.32,058 | 1.31,022 | 1.31,430 | 10   |
| 11  | 14 | Adrian Sutil       | Force India-Mercedes | 1.31,109 | 1.31,399 |          | 11   |
| 12  | 23 | Kamui Kobayashi    | BMW Sauber-Ferrari   | 1.31,851 | 1.31,421 |          | 12   |
| 13  | 10 | Nico Hülkenberg    | Williams-Cosworth    | 1.32,144 | 1.31,635 |          | 13   |
| 14  | 1  | Jenson Button      | McLaren-Mercedes     | 1.31,435 | 1.31,699 |          | 14   |
| 15  | 15 | Vitantonio Liuzzi  | Force India-Mercedes | 1.32,226 | 1.31,708 |          | 201  |
| 16  | 12 | Vitalij Petrov     | Renault              | 1.31,638 | 1.31,796 |          | 15   |
| 17  | 16 | Sébastien Buemi    | Toro Rosso-Ferrari   | 1.31,901 | 1.32,012 |          | 16   |
| 18  | 17 | Jaime Alguersuari  | Toro Rosso-Ferrari   | 1.32,430 |          |          | 17   |
| 19  | 19 | Heikki Kovalainen  | Lotus-Cosworth       | 1.34,405 |          |          | 18   |
| 20  | 24 | Timo Glock         | Virgin-Cosworth      | 1.34,775 |          |          | 19   |
| 21  | 18 | Jarno Trulli       | Lotus-Cosworth       | 1.34,864 |          |          | 21   |
| 22  | 25 | Lucas di Grassi    | Virgin-Cosworth      | 1.35,212 |          |          | 22   |
| 23  | 20 | Karun Chandhok     | HRT-Cosworth         | 1.36,576 |          |          | 23   |
| 24  | 21 | Sakon Yamamoto     | HRT-Cosworth         | 1.36,968 |          |          | 24   |

| Vidare från första kvalrundan ▬▬ Vidare från andra kvalrundan ▬▬ |

Noteringar:
- ^1  —  Vitantonio Liuzzi fick fem platsers nedflyttning för ett ha hindrat Nico Hülkenberg.

## Loppet

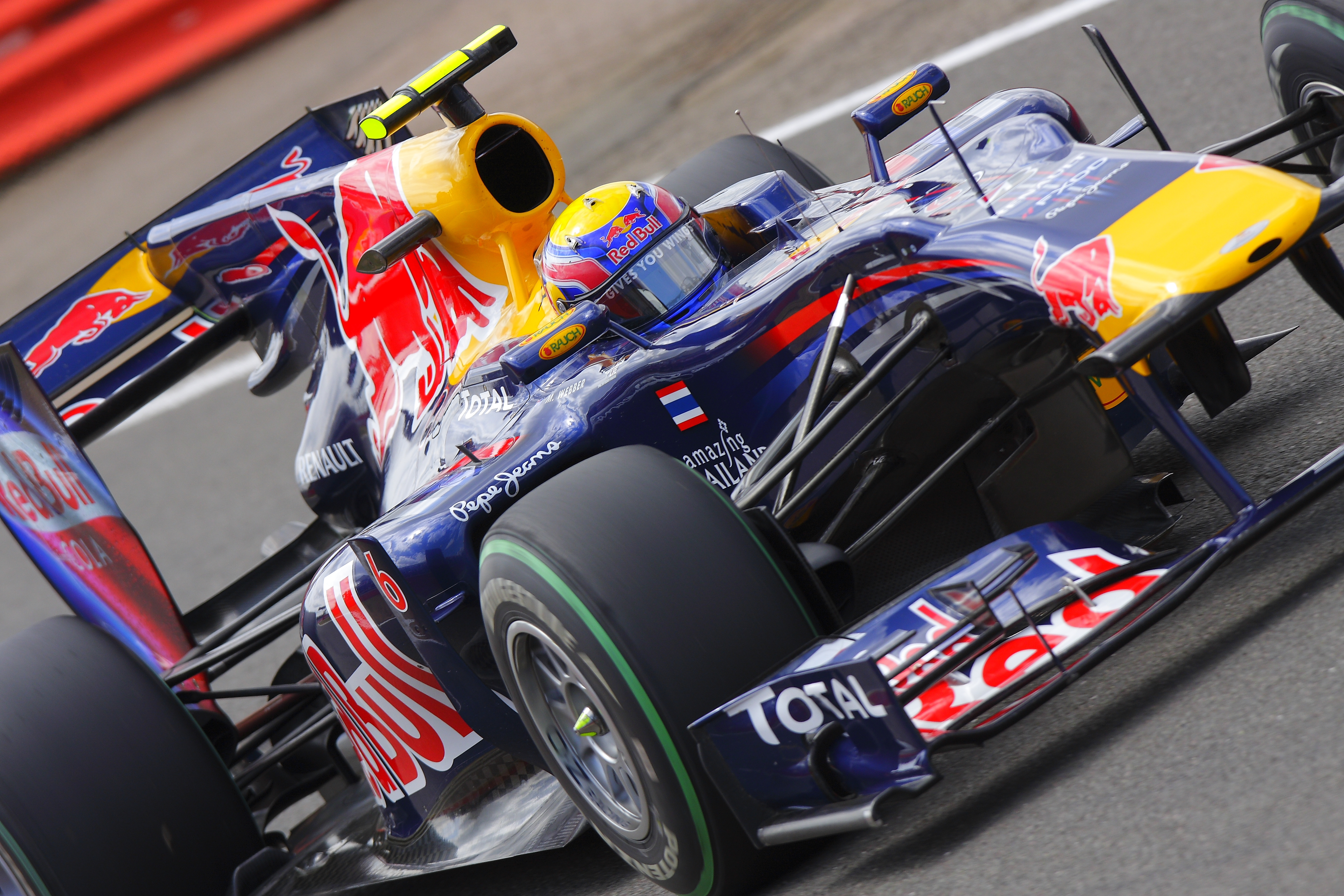
Mark Webber vann loppet.

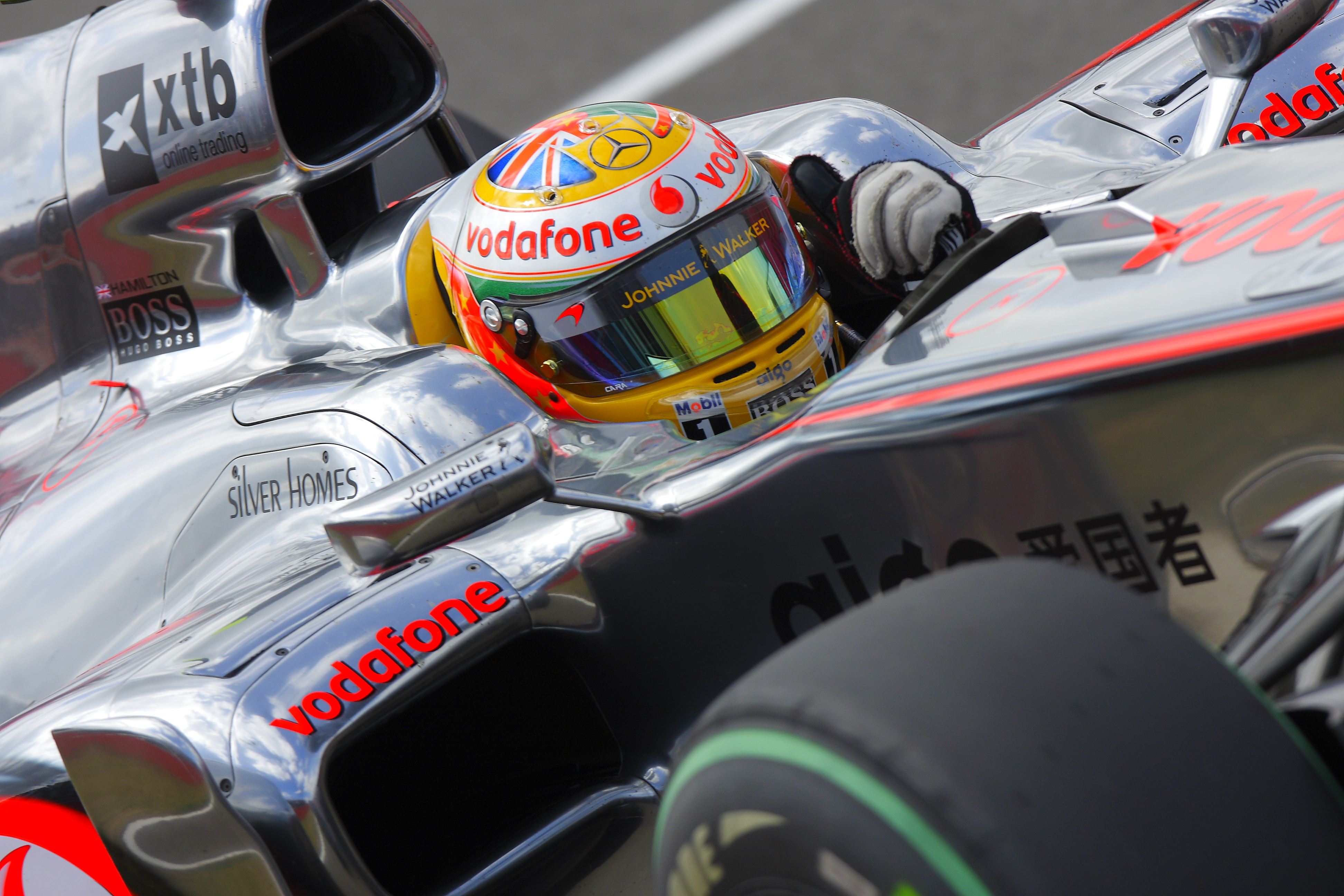
Lewis Hamilton blev tvåa.

| Pos. | Nr | Förare             | Konstruktör          | Varv | Tid         | Grid | P  |
| ---- | -- | ------------------ | -------------------- | ---- | ----------- | ---- | -- |
| 1    | 6  | Mark Webber        | Red Bull-Renault     | 52   | 1:24.38.200 | 2    | 25 |
| 2    | 2  | Lewis Hamilton     | McLaren-Mercedes     | 52   | +1,360      | 4    | 18 |
| 3    | 4  | Nico Rosberg       | Mercedes             | 52   | +21,307     | 5    | 15 |
| 4    | 1  | Jenson Button      | McLaren-Mercedes     | 52   | +21,986     | 14   | 12 |
| 5    | 9  | Rubens Barrichello | Williams-Cosworth    | 52   | +31,456     | 8    | 10 |
| 6    | 23 | Kamui Kobayashi    | BMW Sauber-Ferrari   | 52   | +32,171     | 12   | 8  |
| 7    | 5  | Sebastian Vettel   | Red Bull-Renault     | 52   | +36,734     | 1    | 6  |
| 8    | 14 | Adrian Sutil       | Force India-Mercedes | 52   | +40,932     | 11   | 4  |
| 9    | 3  | Michael Schumacher | Mercedes             | 52   | +41,599     | 10   | 2  |
| 10   | 10 | Nico Hülkenberg    | Williams-Cosworth    | 52   | +42,012     | 13   | 1  |
| 11   | 15 | Vitantonio Liuzzi  | Force India-Mercedes | 52   | +42,459     | 20   |    |
| 12   | 16 | Sébastien Buemi    | Toro Rosso-Ferrari   | 52   | +47,627     | 16   |    |
| 13   | 12 | Vitalij Petrov     | Renault              | 52   | +59,374     | 15   |    |
| 14   | 8  | Fernando Alonso    | Ferrari              | 52   | +1.02,385   | 3    |    |
| 15   | 7  | Felipe Massa       | Ferrari              | 52   | +1.07,489   | 7    |    |
| 16   | 18 | Jarno Trulli       | Lotus-Cosworth       | 51   | +1 varv     | 21   |    |
| 17   | 19 | Heikki Kovalainen  | Lotus-Cosworth       | 51   | +1 varv     | 18   |    |
| 18   | 24 | Timo Glock         | Virgin-Cosworth      | 50   | +2 varv     | 19   |    |
| 19   | 20 | Karun Chandhok     | HRT-Cosworth         | 50   | +2 varv     | 23   |    |
| 20   | 21 | Sakon Yamamoto     | HRT-Cosworth         | 50   | +2 varv     | 24   |    |
| Ret  | 17 | Jaime Alguersuari  | Toro Rosso-Ferrari   | 44   | Bromsar     | 18   |    |
| Ret  | 22 | Pedro de la Rosa   | BMW Sauber-Ferrari   | 29   | Kollision   | 9    |    |
| Ret  | 11 | Robert Kubica      | Renault              | 19   | Drivlina    | 6    |    |
| Ret  | 25 | Lucas di Grassi    | Virgin-Cosworth      | 9    | Hydraulik   | 22   |    |

| Förare och stall som tog poäng ▬▬ |

## Ställning efter loppet
| Pos. | Förare           | Poäng |
| ---- | ---------------- | ----- |
| 1    | Lewis Hamilton   | 145   |
| 2    | Jenson Button    | 133   |
| 3    | Mark Webber      | 128   |
| 4    | Sebastian Vettel | 121   |
| 5    | Fernando Alonso  | 98    |

| Pos. | Konstruktör      | Poäng |
| ---- | ---------------- | ----- |
| 1    | McLaren-Mercedes | 278   |
| 2    | Red Bull-Renault | 249   |
| 3    | Ferrari          | 165   |
| 4    | Mercedes         | 126   |
| 5    | Renault          | 89    |

- Notering: Endast de fem bästa placeringarna i vardera mästerskap finns med på listorna.